# Луције Емилије Пап
Луције Емилије Пап је био римски политичар и војсковођа, познат по великој победи над Галима у бици код Теламона.

## Биографија
Припадао је роду Емилијеваца, односно његовој грани која је потицала од плебејских усвојеника, познатој по надимку Пап. Био је син бившег конзула Квинта Емилија Папа. Године 225. п. н. е. изабран је за конзула заједно с Гајем Атилијем Регулом. Исте су године племена Цисалпинске Галије, Инсубри, Боји и Таурини,  потпомогнути гесатским најамницима, покренули велики поход на Рим. Пап је у то време са својом војском био стациониран крај Ариминума. Њега су Гали успели изманеврисати и неометани преко Апенина прећи у данашњу Тоскану коју су пустошили све до тактички неодлучне битке код Фесуле, након које су се одлучили повући на север. Пап их је, међутим, одлучио ухватити у клопку, прешавши на запад и препречивши им пут на север. То је довело до битке код Теламона у којој је галска војска, притиснута с југа Регуловим појачањима, уништена. Пап је након тога покренуо казнене експедиције на територију Боја на северу, за шта је награђен тријумфом.
Године 220. п. н. е. је изабран за цензора, а године 216. п. н. е. је био један од три тријумвира задужен за побољшање римских финансија исцрпљених Другим пунским ратом.